# Darevskia uzzelli
Darevskia uzzelli là một loài thằn lằn trong họ Lacertidae. Loài này được Darevsky & Danielyan mô tả khoa học đầu tiên năm 1977.